# Sandomil
Sandomil é uma povoação portuguesa sede da Freguesia de Sandomil do Município de Seia, freguesia com 13,22 km² de área e 745 habitantes (censo de 2021), tendo, por isso, uma densidade populacional de 56,4 hab./km².
Foi vila e sede de concelho desde o século XIII. Este era constituído por uma freguesia e tinha, em 1801, 1726 habitantes. Após as reformas administrativas de 1836, foram-lhe anexadas as freguesias de São Gião, Folhadosa, Sazes, Torrozelo e Vila Cova à Coelheira. Tinha, em 1849, 4427 habitantes. O Decreto de 24 de Outubro de 1855 extinguiu o concelho, transitando o seu território para o (atual município) de Seia. 
A freguesia é conhecida por "Princesa do Alva" devido às várzeas de terrenos férteis[carece de fontes?] e ao aproveitamento das águas do rio Alva, sendo a pequena agricultura familiar ainda um importante modo de vida.

## Demografia
A população registada nos censos foi:
| Distribuição da População por Grupos Etários | Distribuição da População por Grupos Etários | Distribuição da População por Grupos Etários | Distribuição da População por Grupos Etários | Distribuição da População por Grupos Etários |
| -------------------------------------------- | -------------------------------------------- | -------------------------------------------- | -------------------------------------------- | -------------------------------------------- |
| Ano                                          | 0-14 Anos                                    | 15-24 Anos                                   | 25-64 Anos                                   | > 65 Anos                                    |
| 2001                                         | 146                                          | 135                                          | 524                                          | 303                                          |
| 2011                                         | 84                                           | 89                                           | 452                                          | 292                                          |
| 2021                                         | 44                                           | 62                                           | 334                                          | 305                                          |

## Património
- Igreja de S. Pedro (matriz)
- Capelas de S. João, de S. bento, de S. Sebastião, de S. Cosme, da Senhora da Piedade, da Senhora da Expectação, de Nossa Senhora do Socorro, de Santo António e de Nossa Senhora da Boa Sote
- Casa dos Castelo Branco
- Casa solarenga
- Achado monetário romano
- Pontes medieval e romana de Sandomil
- Lugar da Fonte da Moura
- Corredoura
- Altos do Furtado de de Cabeço Eiras
- Trecho do rio Alva
- Azenhas
- Moinhos
- Praia fluvial

## Personalidades ilustres
- Conde de Sandomil